# Piotr Lavrovich Lavrov
Piotr Lavrovitch Lavrov (em russo:  Пётр Лаврович Лавров; ou Mirtov) (Melekhovo, Gubernia de Pskov, 2 de junhojul./ 14 de junho de 1823greg. – Paris, 25 de janeirojul./ 6 de fevereiro de 1900greg.) foi um filósofo, sociólogo e escritor russo.

## Biografia
Lavrov identificado como um judeu secular. Ingressou na academia militar e se formou em 1842 como oficial do exército. Ele se tornou bem versado em ciências naturais, história, lógica, filosofia e psicologia. Ele também ensinou matemática por duas décadas.
Lavrov se juntou ao movimento revolucionário como um radical em 1862. Suas ações o levaram a ser exilado nos Montes Urais em 1868; ele logo escapou e fugiu para o exterior. Na França, viveu principalmente em Paris, onde se tornou membro da Sociedade Antropológica. Lavrov foi atraído pelas ideias socialistas europeias desde o início, embora a princípio não soubesse como elas se aplicavam à Rússia. Enquanto em Paris, Lavrov se comprometeu totalmente com o movimento socialista revolucionário. Tornou-se membro da seção Ternes da Associação Internacional dos Trabalhadores em 1870. Ele também esteve presente no início da Comuna de Paris de 1871, e logo foi para o exterior para gerar apoio internacional.
Lavrov chegou a Zurique em novembro de 1872 e tornou-se rival de Mikhail Bakunin na "Colônia Russa". Em Zurique, ele morava na casa Frauenfeld, perto da universidade. Lavrov tendia mais à reforma do que à revolução, ou pelo menos via a reforma como salutar. Ele pregou contra a ideologia conspiratória de Peter Tkachev e outros como ele. Lavrov acreditava que enquanto um golpe de estado seria fácil na Rússia, a criação de uma sociedade socialista precisava envolver as massas russas. Ele fundou a revista Forward! em 1872, sua primeira edição apareceu em agosto de 1873. Lavrov usou este jornal para divulgar sua análise do desenvolvimento histórico especial da Rússia.
Lavrov escreveu prolificamente por mais de 40 anos. Seus trabalhos incluem The Hegelian Philosophy (1858-1859) e Studies in the Problems of Practical Philosophy (1860). Enquanto vivia no exílio, ele editou sua revista socialista, Forward!. Uma contribuição para a causa revolucionária, Cartas Históricas (1870), foi escrita sob o pseudônimo de "Mirtov". As cartas influenciaram muito a atividade revolucionária na Rússia. Ele foi chamado de "Peter Lawroff" em Die Neue Zeit (1899-1900) por K. Tarassoff.

## Ideologia revolucionária
Na visão de Peter Lavrov, o socialismo foi o resultado natural do desenvolvimento histórico da Europa Ocidental. Ele acreditava que o modo de produção burguês plantava as sementes de sua própria destruição. "Lavrov começou sua carreira revolucionária com a suposição de que o futuro pertencia ao socialismo científico da Europa Ocidental, criado pelas condições materiais da civilização da Europa Ocidental". Lavrov reconheceu que o desenvolvimento histórico da Rússia foi significativamente diferente do da Europa Ocidental, embora ainda mantivesse a esperança de que a Rússia pudesse se juntar ao maior movimento socialista europeu.
Na análise de Lavrov do desenvolvimento histórico da Rússia, ele concluiu que a essência da peculiaridade da Rússia repousava no fato de que eles não haviam experimentado o feudalismo e todas as suas características progressistas. A Rússia havia sido isolada do desenvolvimento europeu pela conquista mongol no século XIII. Em 1870, Lavrov publicou uma comparação dos níveis de desenvolvimento econômico, político e social de várias nações da Europa Ocidental e da Rússia, observando a condição relativamente atrasada e pobre da Rússia.
Apesar da análise histórica de Lavrov, ele ainda acreditava que uma revolução socialista era possível na Rússia. Um de seus contemporâneos, Georgi Plekhanov, acreditava que uma revolução socialista só viria com o desenvolvimento de um partido revolucionário dos trabalhadores. Em outras palavras, ele acreditava que a Rússia teria que esperar pelo mesmo desenvolvimento histórico experimentado pelo Ocidente. Lavrov rejeitou essa perspectiva, acreditando ser possível criar o socialismo baseando as táticas revolucionárias na história individual da Rússia. Quase 90% da população da Rússia eram camponeses, e havia também a intelligentsia: um grupo único de pessoas sem nenhuma afiliação de classe, que, "ao contrário de outros elementos da sociedade russa, não tinha falhas no passado".
Assim, Lavrov sentiu que uma verdadeira revolução socialista teria que integrar a população rural para ter sucesso. Lavrov considerava a intelligentsia a única parcela da sociedade capaz de preparar a Rússia para participar de uma revolução socialista mundial. Ele lhes deu a tarefa de compensar as deficiências do desenvolvimento histórico russo organizando o povo, ensinando-lhe o socialismo científico e, finalmente, preparando-se para pegar em armas com o povo quando chegasse a hora.

## Lavrov sobre a Solidariedade Social
Em suas “Cartas Históricas”, Lavrov acentuou a conexão indissolúvel entre a sociologia como ciência e os princípios básicos da moral individual. Segundo ele, o conhecimento sociológico sempre depende dos ideais conscientemente escolhidos pelos estudiosos. A maioria dos pesquisadores destaca a heterogeneidade das ideias de Lavrov, bem como o fato de que ele teve um impacto considerável tanto pelos líderes da tradição positivista quanto por Karl Marx. Todos esses impactos foram de alguma forma sintetizados na ideia de solidariedade de Lavrov como a questão-chave da pesquisa sociológica. Lavrov definiu a sociologia como uma ciência que trata das formas de solidariedade social, que subdividiu em três grandes tipos: - solidariedade inconsciente do costume; - solidariedade puramente emocional, baseada em impulsos não controlados pela reflexão crítica; - “solidariedade histórica consciente” resultante de um esforço comum para atingir um objetivo conscientemente selecionado e racionalmente justificado. Esta última representava o tipo mais elevado e significativo de solidariedade humana. Desenvolveu-se depois dos dois primeiros tipos e proclamou a conversão da “cultura” estática na “civilização” dinâmica. Para resumir, a solidariedade social na visão de Lavrov é “a consciência de que o interesse pessoal coincide com o interesse social, Caso contrário, é uma mera comunidade de hábitos, interesses, afetos ou convicções. Assim, a solidariedade é uma premissa essencial da existência da sociedade. A interação solidária distingue a sociedade de uma simples reunião de indivíduos, este último fenômeno não constituindo nenhum objeto sociológico. Além disso, a condição de os indivíduos serem criaturas conscientes exclui do campo da sociologia formas de solidariedade /interação solidária realizadas por organismos inconscientes, ou seja, marca a fronteira entre fenômenos sociais e biológicos.